# Vanessa Huxford
 Vanessa Huxford  est une joueuse anglaise de rugby à XV, née le 13 octobre 1970, de 1,69 m pour 90 kg, occupant le poste de pilier (no 1 ou 3) aux Wasps (en).

## Palmarès
(Au 15.08.2006)
- 63 sélections en Équipe d'Angleterre de rugby à XV féminin depuis 1999
- participations au Tournoi des six nations féminin
- participation à la coupe du monde de rugby féminine 2006: vice-championne du monde.
- Championnat d'Angleterre et Coupe en 2005 avec les Wasps (en)